# Mariä-Entschlafens-Kathedrale (Wladimir)

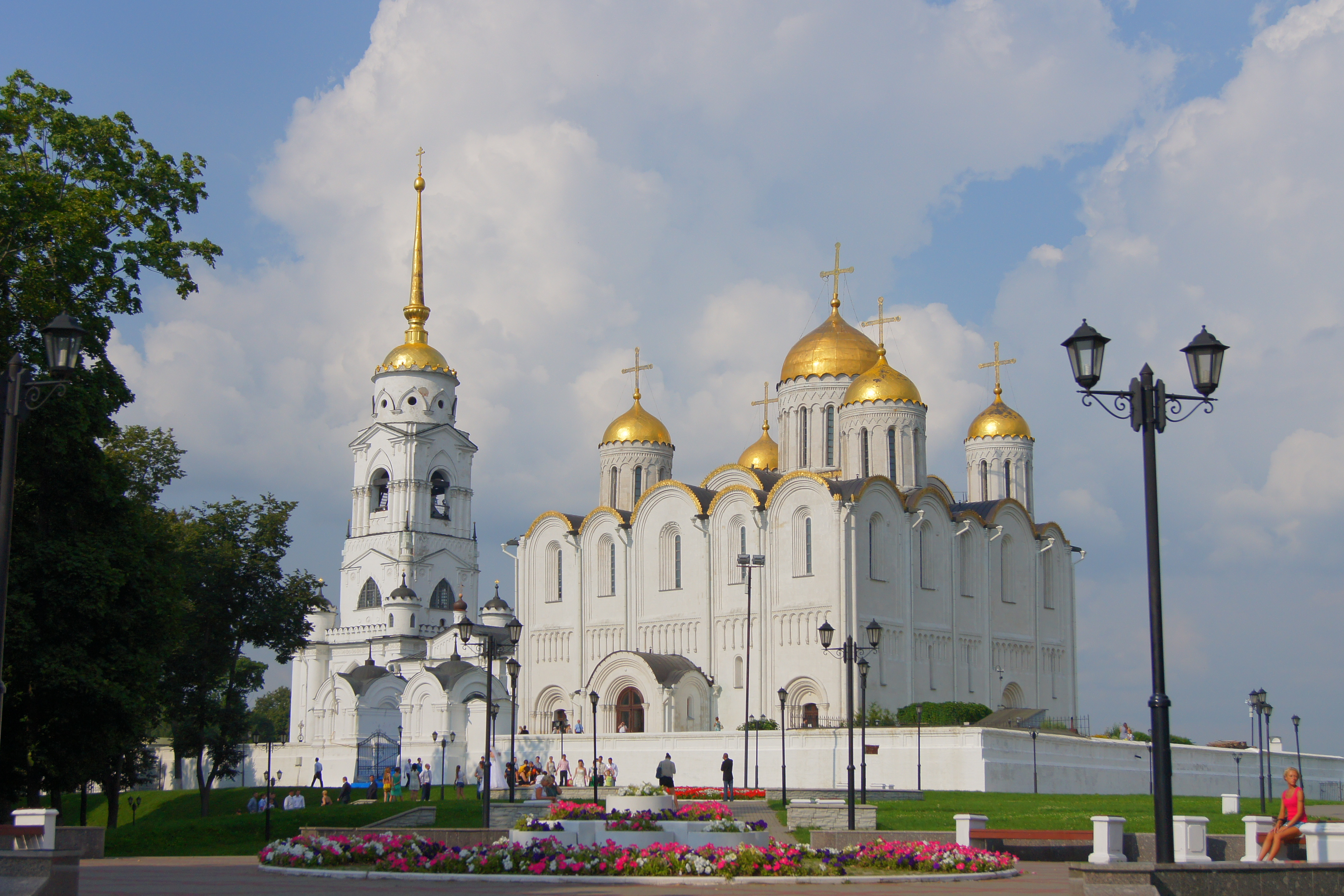
Mariä-Entschlafens-Kathedrale

Die Mariä-Entschlafens-Kathedrale (russisch Успенский собор) ist eine im 12. Jahrhundert erbaute russisch-orthodoxe Kathedrale in Wladimir. Zur Zeit des Großfürstentums Wladimir-Susdal war sie der wichtigste Sakralbau der nordöstlichen Rus, später diente sie als Vorbild für weitere Gotteshäuser, wie etwa der gleichnamigen Kathedrale in Moskau. Heute dient die im ehemaligen Wladimirer Kreml gelegene Kathedrale sowohl als staatliches Museum, als auch als Zentrum der Eparchie Wladimir. Als wichtiger Bestandteil der Weißen Monumente von Wladimir und Susdal gehört die Kathedrale zum UNESCO-Weltkulturerbe.
Die Kathedrale wurde zwischen 1158 und 1160 im Auftrag des Fürsten von Wladimir, Andrei Bogoljubski, als dreischiffiger Bau mit drei Apsiden errichtet. Schon 1185 bis 1189 wurde sie auf fünf Schiffe verbreitert und um ein Joch verlängert. Die Fassaden sind vertikal durch Pilaster mit korinthischen Kapitellen und horizontal durch zwei Reihen von Blendarkaden gegliedert. Während der Belagerung Wladimirs durch die Mongolen im Jahr 1238 war sie der letzte Zufluchtsort für viele Einwohner von Wladimir, darunter die Familie des Großfürsten, die hier ihren Tod fand. Von den ersten Fresken der Mariä-Entschlafens-Kathedrale sind nur noch vereinzelte Fragmente erhalten. Die Kathedrale wurde 1408 von Andrei Rubljow und Daniil Tschorny mit neuen Wandmalereien verziert. Von diesen sind einzelne Bildnisse der Monumentaldarstellung des Jüngsten Gerichts erhalten. Die meisten heutigen Fresken der Kathedrale stammen aus dem 19. Jahrhundert. Im Jahr 1810 wurde neben der Kathedrale ein Glockenturm erbaut.

## Galerie

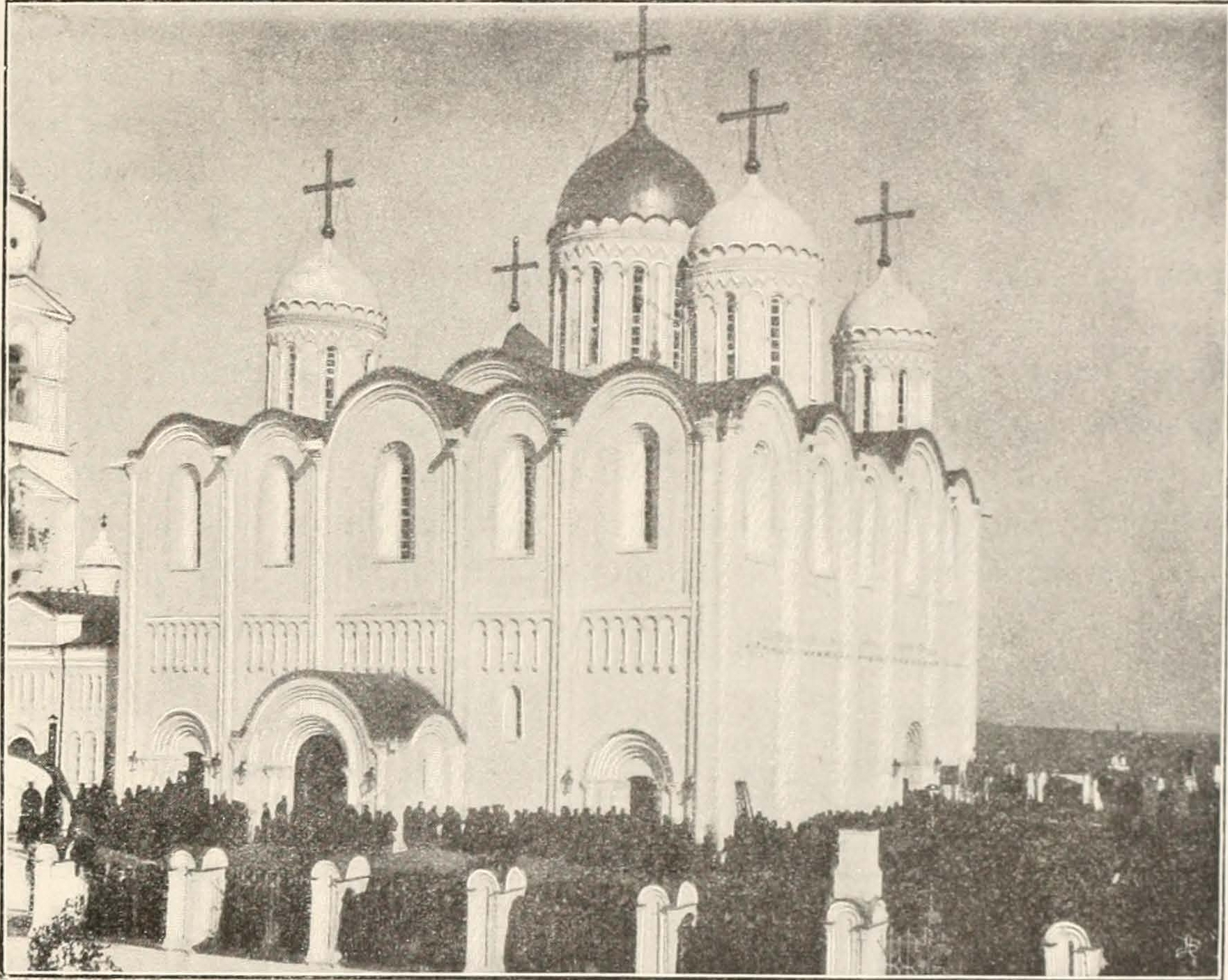
Schwarzweiß-Aufnahme von 1899
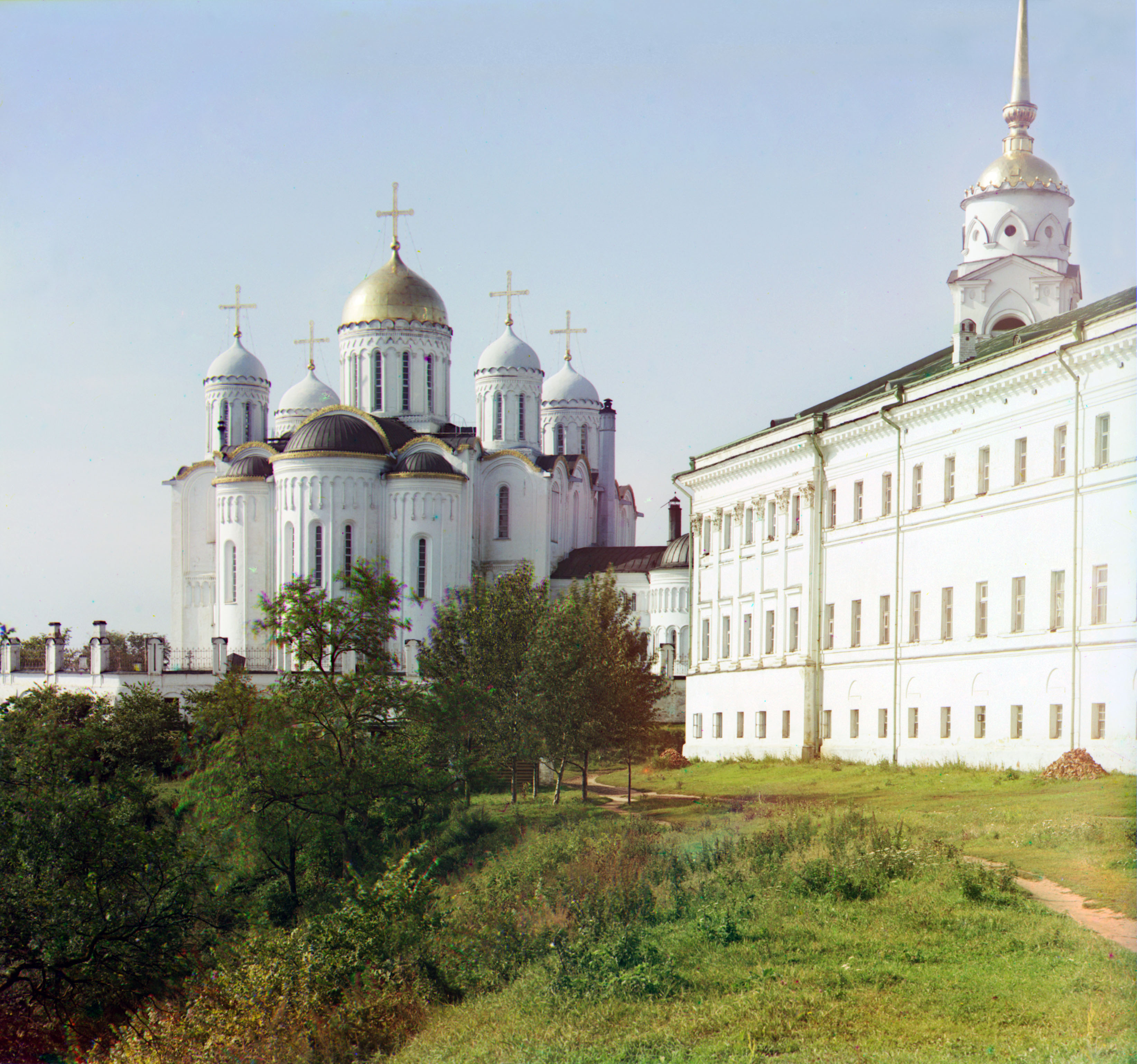
Farbaufnahme von 1912, Sergei Prokudin-Gorski
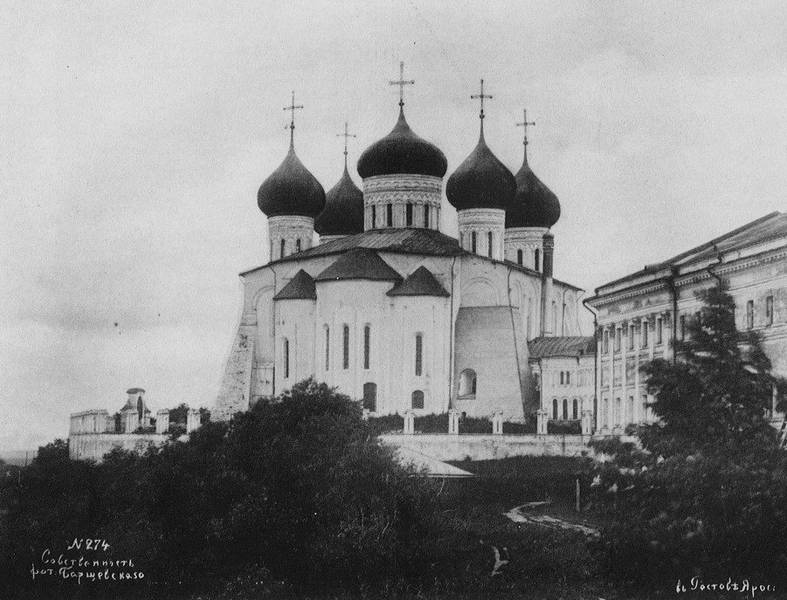
Vor dem Umbau (1880)
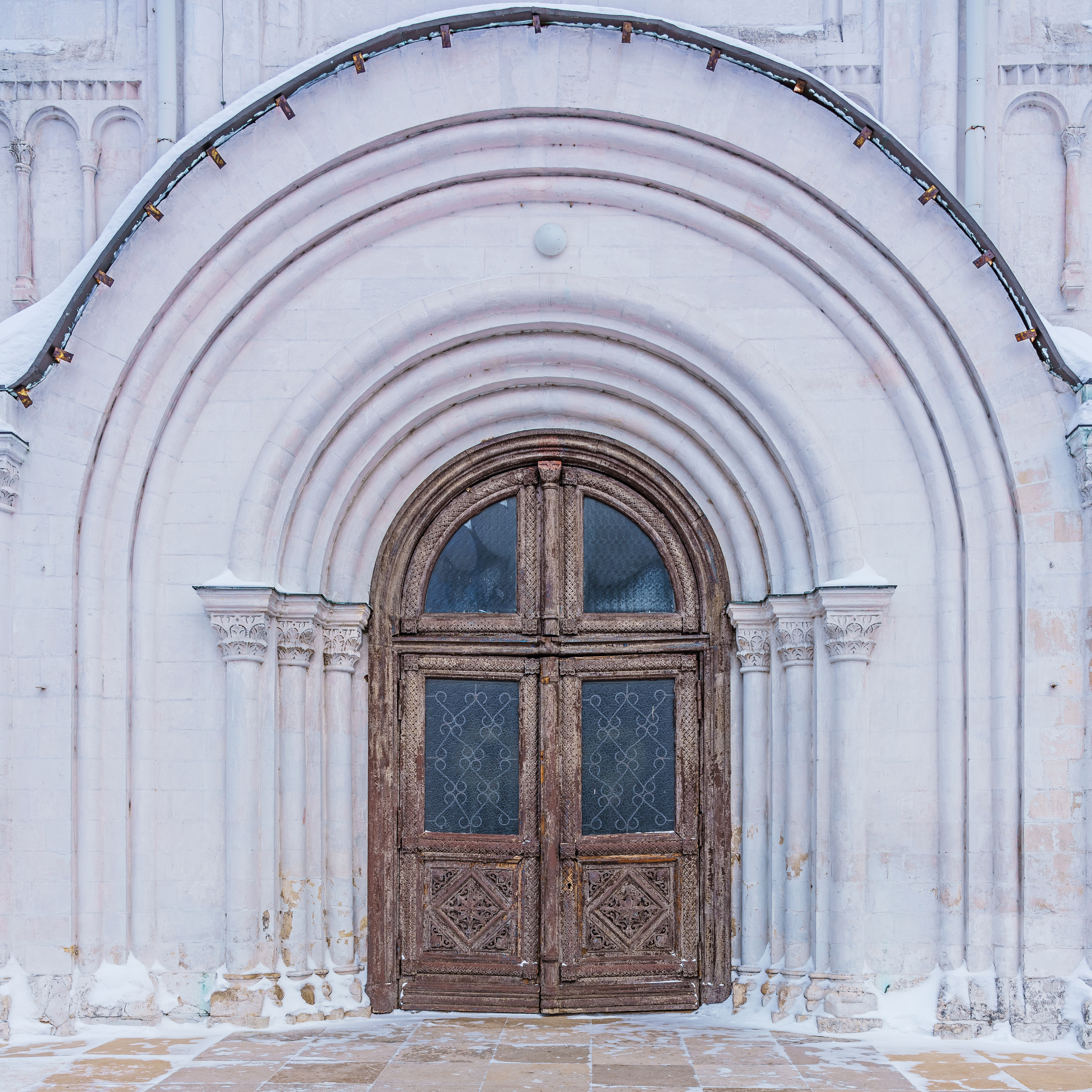
Portal mit Tür
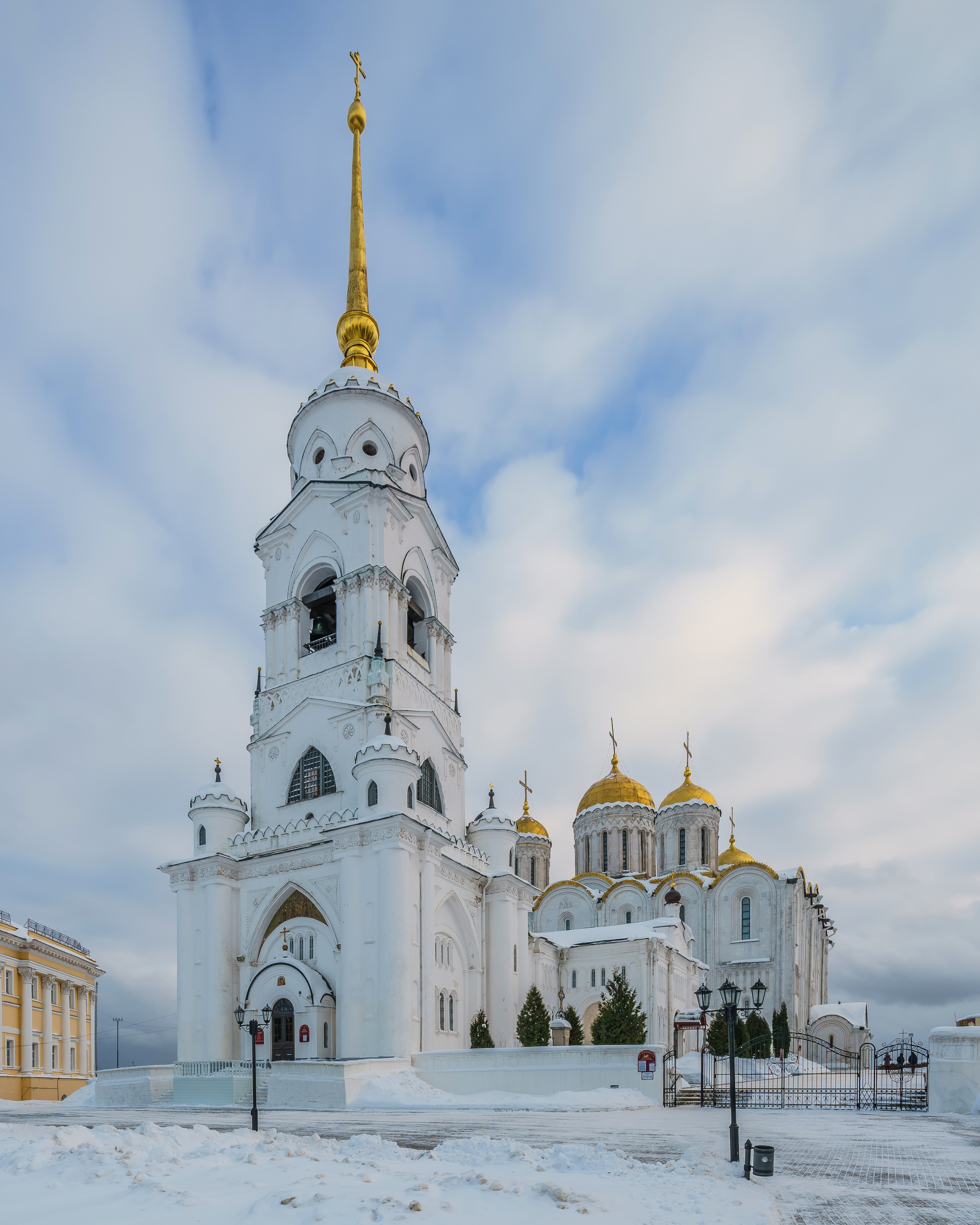
Glockenturm der Kathedrale
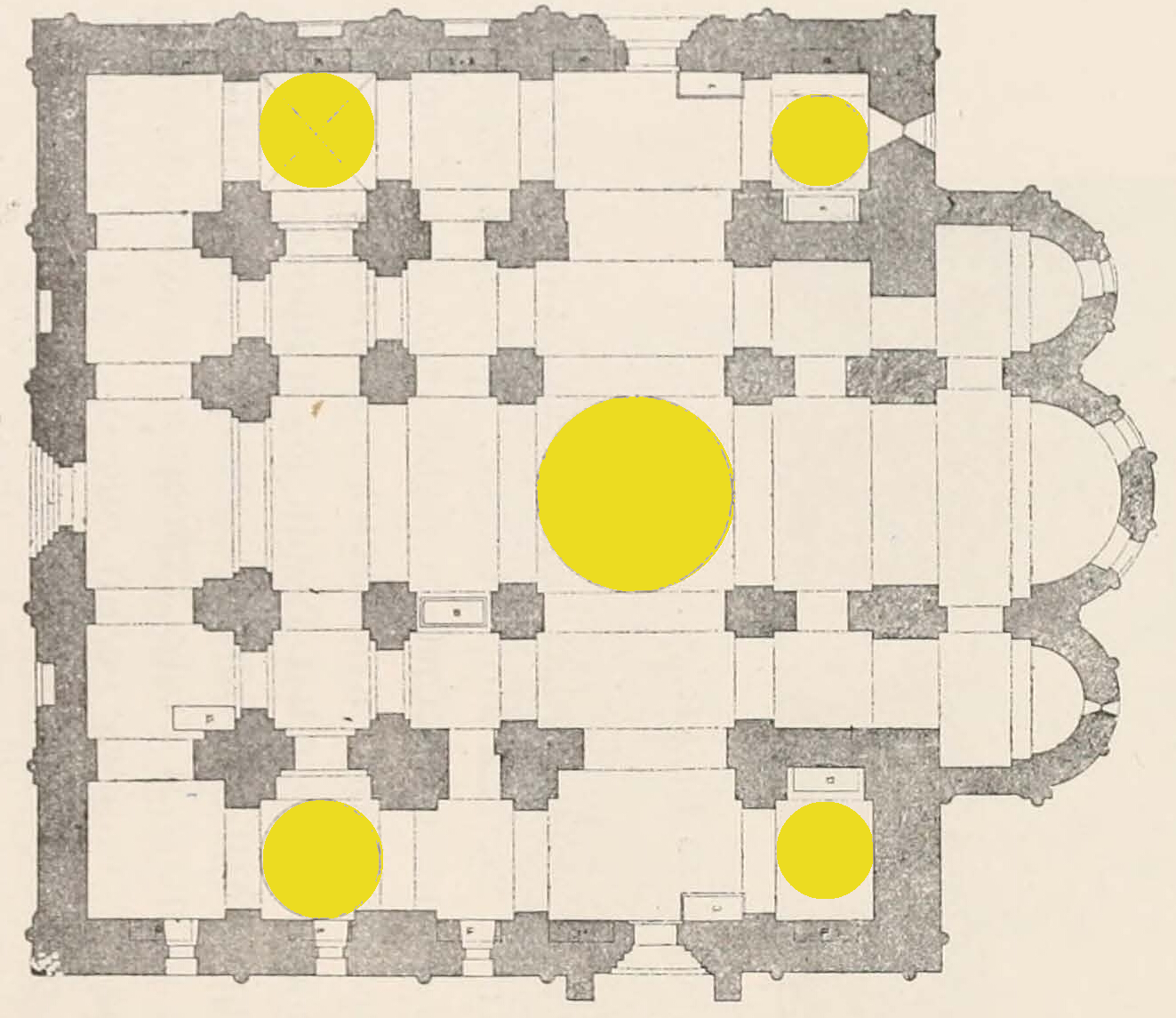
Grundriss, Position der fünf Kuppeln gelb nachgetragen